# اسپرینگ‌فیلد (فلوریدا)
اسپرینگ‌فیلد (به انگلیسی: Springfield) شهری در شهرستان بی ایالت فلوریدا است که در سال ۱۹۳۵ بنیان‌گذاری شده‌است. این شهر طبق سرشماری سال ۲۰۱۰ میلادی، ۹٬۰۵۲ نفر جمعیت داشته و مساحت آن نیز ۱۰٫۷ کیلومتر مربع است.